# 松浦の太鼓

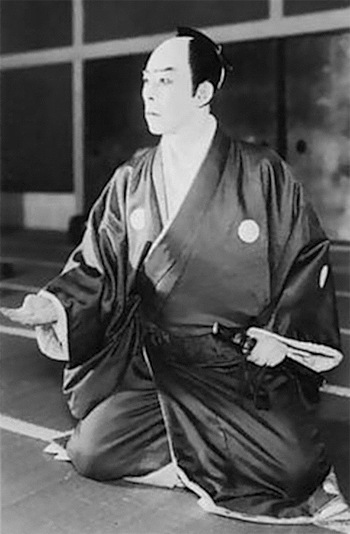
「山鹿流の陣太鼓じゃ！」
----
耳を澄まし、膝を立て、指を折って太鼓の音を数える松浦侯（初代中村吉右衛門）

『松浦の太鼓』（まつうらの たいこ）は、歌舞伎の演目。明治に入り、新たに実在の人物を使った「活歴もの」の明治歌舞伎。

## 概略
安政3年 (1856) 江戸森田座初演の、三代目瀬川如皐・三代目桜田治助合作『新臺いろは書初』（しんぶたい いろはの かきぞめ、新字体：新台〜）の十一段目（通称「松浦の太鼓」）を、明治になって大阪の三代目勝諺蔵が改作したもので、三代目中村歌六に当て書きされた。明治15年 (1882) 大阪角座で初演。全一幕三場。明治に入ってからの「新作」なので、「実在の事件を題材にしてはいけない」という幕府の制約がなく、『仮名手本忠臣蔵』における太平記の暦応年間という設定から江戸の元禄時代に変え、実名を多く使用している。

## 解説
主人公の松浦侯はのちに三代目歌六の長男・初代中村吉右衛門が得意とし、彼の撰んだ「秀山十種」にもこれが数えられている。戦後では、歌六の三男十七代目中村勘三郎、平成以降では、吉右衛門の孫(養嗣子)である二代目中村吉右衛門が得意とした。
いわゆる「忠臣蔵外伝」と呼ばれる作品群の中でも特に上演回数が多く(松浦侯役を得意とした歌舞伎役者の追善興行で上演されることが多いのも一因)、今日でも人気の高い作品となっている。
なお本作の松浦侯のモデルとなった実在の松浦侯・肥前平戸藩6万3000石の藩主・松浦鎮信は「まつら侯」だが、本作の松浦侯は「まつうら侯」であり、外題も「まつうらの〜」と読むのが正しい。

### 物語

#### 両国橋の場
雪の降る師走の江戸、俳諧の師匠宝井其角は両国橋で笹売りに身をやつしている赤穂浪士の大高源吾（仮名手本忠臣蔵では塩冶家浪人・大鷹文吾に相当）に偶然出会う。源吾は「子葉」という俳号をもつ其角の門人でもあった。久しぶりに会った源吾は武士を捨ててひっそりと暮らしたいという。気の毒に思った其角は、松浦侯より拝領の羽織を源吾に譲り、何かあればいつでも相談に乗る旨を告げる。しかし風流の心得を忘れてはいないだろうかと、「年の瀬や 水の流れと 人の身は」という発句を源吾に向けると、源吾は「明日待たるゝ その宝船」という付句を返して立ち去る。飄然と去ってゆく源吾を見送りながら、其角は源吾の詠んだ付句の意味を測りかねる。

#### 松浦邸の場
その松浦侯もまた其角に師事するほどの風流大名で、この日も藩邸に其角を招いて句会を催していた。この藩邸には其角の口利きで源吾の妹・お縫が奉公に上がっていたが、お縫が茶を立てるのを見た松浦侯はなぜか機嫌を損ねる。そこに其角が、昨日両国橋で源吾に出くわしたこと、そして源吾はいま竹笹売りをしていることを話すと、松浦侯の機嫌はさらに悪くなってしまう。
松浦侯は、かつて軍学者・山鹿素行の許で同門だった大石内蔵助がいつまでたっても隣の吉良邸に討ち入らないことに苛立っていたのだ。そのうえ源吾は武士を辞めていまは竹笹売りをしているという。「腰抜けめ！そんな者に連なる奉公人などこの屋敷には要らぬわ。」とお縫にも当たり散らす。
其角は、松浦侯がお縫を口説いて断られたので気まずくなって、お縫にも八つ当たりしているのだろうと考える。松浦侯の怒りは増すばかりで収まる気配もない。やむなく其角はお縫を伴ってひとまずその場を退去することにした。帰り際、其角はふと源吾が詠んだ付句を思い出して口にする。するとその意味がすぐにわかった松浦侯は二人を引きとめる。そして源吾の付句を繰り返し呟く松浦侯の顔に、もう怒りの表情はなかった。
とその時、にわかに陣太鼓が鳴り響く。驚く其角とお縫。そんな彼らを意に介すこともなく、耳を澄まし、膝を立て、指を折って太鼓の音を数えはじめる松浦侯。その顔は今や喜びに満ちていた。
「三丁陸六つ、一鼓六足、天地人の乱拍子、山鹿流の妙伝にして今この妙伝を心得ている者は、諸侯では岡部とこの鎮信じゃが、陪臣にては上杉の家臣・千坂兵部と、今一人は赤穂の！」。源吾が残した付句の「宝船」とは、吉良邸討ち入りのことに他ならなかったのである。その討ち入りが今ここに始まろうとしていることを山鹿流の陣太鼓が告げている。「宝船はここじゃ、ここじゃ」と興奮する松浦侯を目にして呆気にとられる其角とお縫。それに気づいた松浦侯、「余が悪かった」と詫びを入れる。

#### 同玄関先の場
「助太刀じゃ！」と火事装束に身を固めた松浦侯は馬に跨がり、六尺棒をかかえた其角を伴って、今にも玄関先から飛び出そうとする。御短慮遊ばしますなとそれを押し止めようとする家臣たち。押し問答の大騒ぎの中に、槍を抱えて飛び込んできたのは大高源吾だった。昨日とは違う颯爽とした討ち入り装束の源吾は、付句に託した本心を理解してくれたことを喜び、上野介の首級をあげて本懐を遂げたことを告げる。
松浦侯は聞き入って、「忠義に厚き者どもよ。浅野殿はよいご家来を持たれたものよのう」と感涙にむせぶ。其角が「子葉どの、何か辞世の句を」と望むと、源吾は用意していた短冊を差し出す。「山を抜く 力も折れて 松の雪」。武士として、風流人として、実に見事な生涯の締めくくりだと、松浦侯は深く感じ入るのだった。

### 演出
赤穂浪士の討ち入りを題材とした歌舞伎の演目には、『仮名手本忠臣蔵』のほかにもいわゆる「忠臣蔵外伝」として、この『松浦の太鼓』をはじめ、『東海道四谷怪談』、『忠臣連理の鉢植』（植木屋）、『稽古筆七いろは』（鳩の平右衛門）、『弥作の鎌腹』、『本蔵下屋敷』、『仮名手本硯高島』（赤垣源蔵）、『東駅いろは日記』、『四十七石忠箭計』、『忠臣いろは実記』（清水一角）などがあるが、その中でも本作は『四谷怪談』と並んで特に上演回数が多い人気作である。
本作は、役者の風格と芸で見せる味わいのある演目である。初代中村吉右衛門は自身が高浜虚子の門人で「秀山」という俳号をもらうほどの俳人だったこともあって、俳諧を主題としたこの本作はことのほかお気に入りの演目だったという。
初演時は松浦侯の場と吉良邸の討ち入りの場を廻り舞台を使って交互に見せる演出だった。
本作と登場人物やあらすじがほぼ同じの『土屋主税』（つちや ちから）は、本作を明治40年に渡辺霞亭が初代中村鴈治郎のためにさらに書替えた新歌舞伎で、鴈治郎の芸風と当時の関西歌舞伎の傾向に合わせた派手な演出になっている。

### 創作・脚色
本作の内容だと、松浦は癇癪もちで怒りっぽい、大立ち回りで周囲を驚かす、落馬して雪まみれになるような滑稽な人物のように描かれているが、実際は地元においては好学の徒で教養人であるとされる。
玩辞楼十二曲の内『土屋主税』では隣家の土屋主税が浪士に力添えするため高張提灯を掲げるが、史実においても吉良邸の隣の屋敷の屋根から様子をうかがっている者がいたので、片岡源五右衛門と小野寺十内が仇討ちを行っている旨を伝えたところ、土屋主税は了承したしるしに高提灯を掲げた。

## 配役
初演時
- 松浦侯：三代目 中村歌六
- 大高源吾：五代目 市川鰕十郎

後代の当たり役
- 松浦侯：
  - 初代 中村吉右衛門
  - 十七代目 中村勘三郎
  - 二代目 中村吉右衛門[6]
  - 十五代目 片岡仁左衛門
- 大高源吾：
  - 八代目 松本幸四郎
  - 四代目 中村梅玉
- 宝井其角：
  - 八代目 市川團蔵
  - 十三代目 片岡仁左衛門
  - 二代目 中村又五郎
  - 五代目 片岡我當
  - 五代目 中村歌六

## 史実の松浦氏
- 松浦重信は赤穂事件との関りは特にない。隠居して鎮信と改めた後に著した『武功雑記』にも一切、事件や赤穂義士の記載はない。
- 重信は山鹿素行と交流があったが[7]、大石良雄とは無関係。のちに素行の一族である山鹿平馬が平戸藩の家老に、山鹿藤助が藩の兵法師範に採用されたという[8]。
- ただ、重信は素行を通じて吉良義央とも交流があったとされ、吉良氏秘伝の『吉良懐中抄』が松浦家に伝わり、今も写しが平戸市に現存する[9]。松浦氏は歌舞伎の創作とは反対に吉良贔屓である。
- 松浦清は、赤穂事件を「心得ぬ事なり」、大石良雄を「人を出して即往きたるに、果たして大石の輩」と蔑称で批判し、山鹿素行の嫡流（山鹿政実）に師事し吉良義央の救助に向かった津軽氏を「弘前候ばかり之を知れり」と敬称で呼び讃えている。また大高忠雄についても酷評している[10]。
- 重信が宝井其角に師事した史料も見られない。其角は赤穂事件のあとに「泉岳寺の墓地には草が丈高く生い茂って、墓が並んでいるのも見えない」と記述している[11]。